# 黑色鬱金香
《黑色郁金香》（法語：La Tulipe noire）是法國作家大仲马所写的一本历史小说，於1850年出版。

## 內容簡介
约翰·德·维特和考尼·維特兩兄弟是荷蘭首肯的兩大政治家，為了荷蘭國事操勞，經由他們之手廢除了專制制度，後來出現了眾人期望的少年奧蘭治公爵，橘帶黨發起抗爭逼迫兩兄弟妥協並認可公爵的王位，在獲得王位後的公爵深怕兩兄弟的政治聲望會對他帶來不利，於是用計誣陷他們叛國罪，逃亡不成的兩兄弟在民眾的盛怒下成了國家紛擾不平的出氣口慘死街上。
考尼凡比爾是考尼維特的教子，他是一位對任何事情看法樂觀，且富有極高學習慾望與天份的醫生。更重要的是他對於政治始終不聞不問，甚至是點滴不沾。他對於鬱金香有著極大的興趣，過著每天專注於培植鬱金香的生活。他隔壁住著一位名為鮑斯克且也培植鬱金香的男人。某天凡比爾擴建他的花園，因此舉遮擋住鮑斯克種植鬱金香處所的陽光來源，讓鮑斯克心生不滿。鮑斯克為此買了一架望遠鏡，以便觀看他的鄰居在花園裡的作為，在他看到凡比爾的鬱金香後，停止種植鬱金香並開始自怨自艾，這時他對凡比爾的仇恨更深了。
一日，鬱金香花市公開徵求黑色的鬱金香並提出10萬金幣的優厚獎金，凡比爾聽到有機會揚名花壇，更加專注於培植鬱金香的方法。早已放棄種植鬱金香的鮑斯克連日觀察凡比爾的鬱金香，暗自發誓要把他的鬱金香奪過來，對其報復且奪得那10萬金幣的獎勵。
此時正逢維特兄弟的政治事件，考尼維特入獄之前，曾將機密文件交給凡比爾保管，致力於鬱金香的凡比爾事後忘了這一回事。惡鄰鮑斯克發現考尼維特交予凡比爾的信件，便開始謀畫計策，在兩兄弟慘死之前，考尼維特寄託僕人轉交焚毀重要文件一信。遺憾，尚未交至凡比爾手中，凡比爾就帶著成果三顆黑色鬱金香的球根鋃鐺入獄。
入獄後的凡比爾認識了獄卒的女兒羅莎──一位美麗的弗里西亞姑娘，在接受審判之前早已知道凡比爾死路一條的羅莎，曾經製造機會給凡比爾逃脫，誠實的凡比爾堅決的留下要接受審判，判決的結果自然是一面倒向不利的一方。就在等待執行死刑的日子裡，羅莎與凡比爾的關係日益加深，並將球根囑咐給羅莎。
死刑之日，凡比爾坦然的上了死刑台在劊子手正欲下手之際，傳來公爵的赦令。因此免於一死的凡比爾被帶到了另一處監獄，凡比爾費了一番功夫終於把他還活著和被囚禁在何處的消息傳了回去。羅莎在接獲消息後，說服公爵調動他父親到凡比爾的所在之處。至此兩人關係已更加深入。
歷經諸多風雨之後，黑色鬱金香終於長成了。不幸的是竟然被鮑斯克給奪走並拿去領取10萬金幣。而凡比爾在羅莎的極力幫助下，得以證明清白。鮑克斯承受不住打擊倒了下去就此一覺不醒。最後在眾人的見證下羅莎和凡比爾終於有情人終成眷屬。

## 另見
- 鬱金香狂熱
- 鬱金香時期

## 外部連結
- The Black Tulip - 古腾堡计划
- eLook Literature: The Black Tulip - 在线版《黑色郁金香》